# ويليام دوغلاس (ضابط)
ويليام دوغلاس (بالإنجليزية: William Douglas)‏ هو ضابط أمريكي، ولد في 17 يناير 1742، وتوفي في 28 مايو 1777.